# Arthur Fischer (Maler)
Eugen Albert Arthur Fischer (* 28. Januar 1872 in Berlin; † 9. September 1948 ebenda) war ein deutscher Maler.

## Leben
Fischer trug den Titel eines Hofmalers. Er unterhielt in Berlin einen Atelierbetrieb mit 20 bis 30 Angestellten, in dem in großem Stil Porträts nach fotografischen Vorlagen angefertigt wurden. Bekannt wurde er vor allem durch die vom kaiserlichen Hof in Auftrag gegebenen Gemälde von Wilhelm II., die während des Ersten Weltkriegs im Deutschen Reich durch Postkarten und großformatige Farbdrucke popularisiert wurden. Seine Ausstellungsräume in der Kaisergalerie zählten zu den Besucher-Attraktionen.
Das Adressbuch verzeichnete ihn z. B. 1943 als Professor und Kunstmaler unter der Adresse Unter den Linden 35, wo sich die Kaisergalerie befand.